# Herbert W. Chilstrom
Herbert W. Chilstrom (* 18. Oktober 1931 in Litchfield (Minnesota); † 19. Januar 2020 in Green Valley (Arizona)) war ein US-amerikanischer evangelisch-lutherischer Geistlicher. Er war der erste Presiding Bishop der Evangelisch-Lutherischen Kirche in Amerika. 

## Leben
Chilstrom, dessen Vorfahren als Einwanderer aus Schweden gekommen waren, studierte Theologie an der Augsburg University, dem Augustana Seminary und der Lutheran School of Theology at Chicago sowie am Princeton Theological Seminary. An der New York University promovierte er später zum Doctor of education.
Als Pastor diente er verschiedenen lutherischen Gemeinden in Minnesota: Pelican Rapids, Elizabeth und St. Peter (Minnesota). Von 1962 bis 1970 lehrte er als Professor und Dekan am Luther College in Teaneck, New Jersey. 1976 wurde er zum Bischof der Minnesota Synode der Lutherischen Kirche in Amerika (LCA). Beim Zusammenschluss verschiedener lutherischer Kirchen zur Evangelisch-Lutherischen Kirche in Amerika (ELCA) wurde er zu ihrem ersten Presiding Bishop (Leitendem Bischof) gewählt. Er übte dieses Amt bis zu seinem Ruhestand 1995 aus. Sein Nachfolger wurde H. George Anderson .

## Auszeichnungen
- Chilstrom erhielt Ehrendoktor-Würden von 15 Universitäten, Colleges und Seminaren.[1]
- Nordstern-Orden, Kommandeur